# 棋盘镇 (宜君县)
棋盘镇，是中华人民共和国陕西省铜川市宜君县下辖的一个乡镇级行政单位。

## 行政区划
棋盘镇下辖以下地区：
棋盘村、太阳沟村、忠义村、王洼村、黄埔寨村、马庄村、韦家河村、韩庄村、高圪塔村、水沟门村、背壕村、血头村、安子头村、迷家河村、跃进村、寺天村和马泉村。